# Hippasa sinai
Hippasa sinai är en spindelart som beskrevs av Mark Alderweireldt och Rudy Jocqué 2005. Hippasa sinai ingår i släktet Hippasa och familjen vargspindlar. Inga underarter finns listade i Catalogue of Life.